# Jarok (Slowakei)
Jarok (bis 1948 slowakisch „Ireg“; ungarisch Üreg) ist eine Gemeinde im Westen der Slowakei mit 2143 Einwohnern (Stand 31. Dezember 2024), die zum Okres Nitra, einem Teil des Nitriansky kraj gehört.

## Geographie
Die Gemeinde befindet sich im Hügelland Nitrianska pahorkatina (Teil des slowakischen Donautieflands) am Dlhý kanál. Unterhalb des Ortes erstreckt sich ein kleiner Wasserspeicher namens vodná nádrž Jarok. Die Böden bestehen aus fruchtbarer Schwarzerde. Das Ortszentrum liegt auf einer Höhe von 151 m n.m. und ist 12 Kilometer von Nitra entfernt.

## Geschichte
Jarok wurde zum ersten Mal 1113 in den Zoborer Urkunden als Erig schriftlich erwähnt und war damals Gut der Zoborer Abtei. Nach 1363 war das Bistum Neutra der langfristige Besitzer. Während der Türkenkriege wurde der Ort mehrmals heimgesucht, wie etwa im Jahr 1601, als er niedergebrannt wurde. Nach dem Ersten Weltkrieg wurden große kirchliche Grundstücke teilweise parzelliert und 1948 vollständig durch den Staat beschlagnahmt.
1948 wurde der Ort aus nationalpolitischen Gründen in Jarok (das zugleich „Rinnstein“ oder „kleiner Bach“ bedeutet) umbenannt. Die alte Namensform ist bis heute in mundartlichen Bezeichnung Íreg erhalten.

## Bevölkerung
| Jahr                | 1994 | 2004    | 2014     | 2024     |
| ------------------- | ---- | ------- | -------- | -------- |
| Anzahl der Personen | 1794 | 1767    | 1947     | 2143     |
| Unterschied         |      | −1,50 % | +10,18 % | +10,06 % |

| Jahr                | 2023 | 2024    |
| ------------------- | ---- | ------- |
| Anzahl der Personen | 2138 | 2143    |
| Unterschied         |      | +0,23 % |

Ergebnisse der Volkszählung 2001 (1724 Einwohner):
| Nach Ethnie: - 98,72 % Slowaken - 0,29 % Magyaren - 0,29 % Tschechen - 0,12 % Deutsche | Nach Religion: - 95,42 % römisch-katholisch - 2,15 % konfessionslos - 1,86 % keine Angabe - 0,29 % evangelisch |

## Sehenswürdigkeiten
- römisch-katholische Kirche St. Martin von 1723